# Denise Mina
Denise Mina (Glasgow, 1966) è una scrittrice e drammaturga britannica, parte del gruppo giallista Tartan Noir, ha scritto la trilogia Garnethill e altri tre romanzi con il personaggio Patricia "Paddy" Meehan, una giornalista di Glasgow. Recentemente ha iniziato attività di fumettista, producendo 13 episodi di Hellblazer. Dal 2006 ha prodotto due drammi di successo.
Il primo romanzo di Denise Mina - The Field Of Blood - è stato prodotto dalla BBC come film televisivo per il 2011 con gli attori Jayd Johnson, Peter Capaldi e David Morrissey.

## Biografia
A causa della professione paterna di ingegnere, Denise Mina ha cambiato 21 residenze in 18 anni, da Parigi a L'Aia, Londra, Scozia e Bergen. Mina lasciato la scuola a sedici anni e si è messa a lavorare: è stata barista, cameriera e cuoca. Prima di frequentare l'università dopo i vent'anni, è stata infermiera ausiliaria per gli anziani e malati terminali.
È stato mentre preparava la tesi per un suo PhD sulle malattie mentali in trasgressori femminili, insegnando criminologia all'Università di Strathclyde negli anni novanta, che decise di scrivere il suo primo romanzo giallo Garnethill.  Pubblicato nel 1998 dalla Transworld, il libro ha vinto il premio della Crime Writers' Association per miglior giallo d'esordio
Denise Mina vive a Glasgow.

## Opere

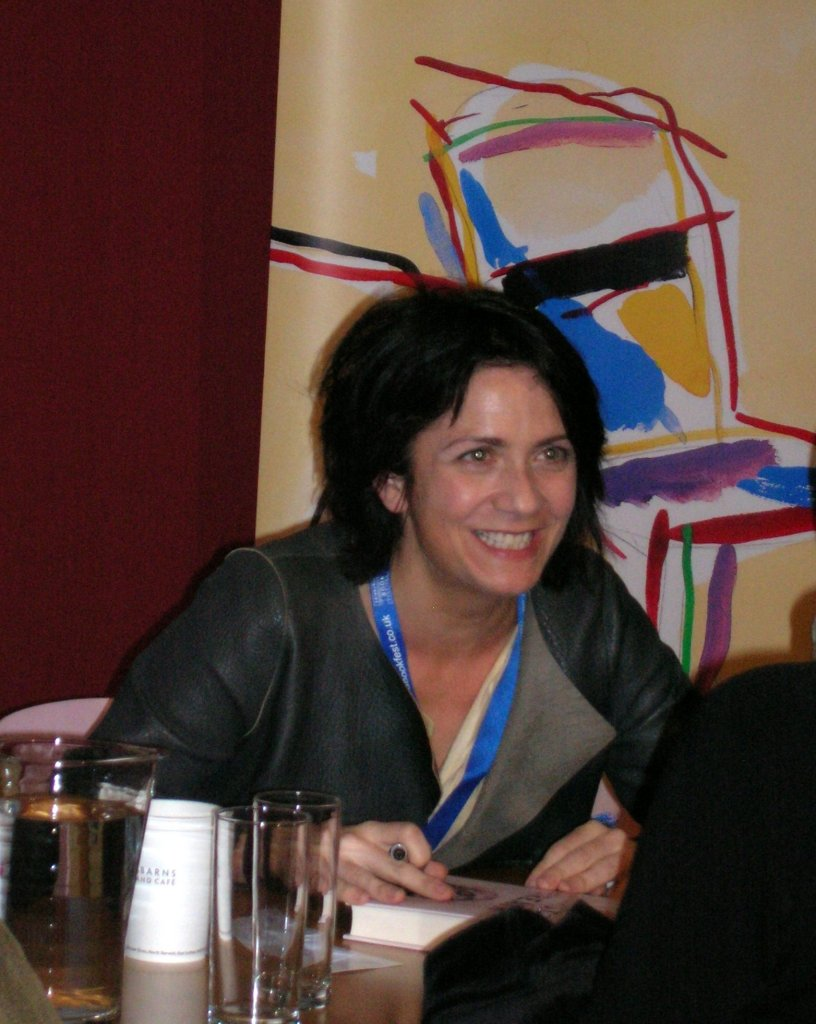
Denise Mina mentre autografa i suoi libri al Festival di Edimburgo

### Romanzi

#### Trilogia Garnethill
- La donna di Glasgow (Garnethill) (1998) - Guanda
- Nubi di pioggia (Exile) (2000) - Guanda
- La fine del gioco (Resolution) (2001) - Guanda

#### Romanzi con Patricia "Paddy" Meehan
- The Field of Blood (2005)
- The Dead Hour (2006)
- The Last Breath (2007) - pubblicato come Slip of the Knife negli Stati Uniti

#### Romanzi con Alex Morrow
- Still Midnight (2009)
- The End of the Wasp Season (2010)

#### Altre opere
- Sanctum (2003) (pubblicato come Deception negli Stati Uniti nel 2004)

### Drammi
- Ida Tamson (2006)
- A Drunk Woman Looks at the Thistle (2007), ispirato al poema modernista di Hugh MacDiarmid, A Drunk Man Looks at the Thistle, rappresentato per la prima volta da Karen Dunbar.

### Novelle grafiche e fumetti
- Hellblazer: Empathy is the Enemy (2006)
- Hellblazer: The Red Right Hand (2007)
- A Sickness in the Family (2010), pubblicato in Italia col titolo Una malattia di famiglia dalla Panini Comics (2011)[4]